# Йоэли, Залман
Залман Йоэли (ивр. זלמן יואלי‎, при рождении Шне́ер-За́лмен Шне́ерсон; 10 мая 1903, Бендеры, Бессарабская губерния — 15 ноября 1984, Петах-Тиква, Израиль) — израильский журналист, краевед и писатель, мэр Петах-Тиквы. Обыкновенно публиковался как «З. Йоэли» (ивр. ז. יואלי‎).

## Биография
Родился в Бендерах в семье Арона-Мойше Лейвиновича Шнеерсона и Хаи-Рухл Мордко-Калмановны Шнеерсон (урождённой Паниш, 1871—?). Его дед Лейви-Ицхок Шнеерсон (ум. 1905, Нежин) был внуком Мителер Ребе Дойв-Бера Шнеерсона (1773—1828) из Любавической хасидской династии, но сам раввином не стал.
Учился в ешиве, в 1924 году поселился в подмандатной Палестине. Трудился на дорожных работах и участвовал в высушивании болот в районе Хайфы. В 1931 году вместе с женой и сыном поселился в Петах-Тикве, где оставался до конца жизни. В 1938 году был избран мэром Петах-Тиквы, с 1940 года был членом организованного в этом году городского совета, редактировал муниципальную газету, основал городское издательство «Катиф» (где работал главным редактором) и в 1982 году был избран почётным гражданином Петах-Тиквы. Активист рабоче-сионистской партии Мапай.
С 1930-х годов на протяжении десятилетий состоял членом редколлегии ежедневной газеты Давар, где публиковал главным образом политические обозрения. Член Союза журналистов Израиля.
Жена — Роза Йоэли (урождённая Ойфельд, 1903, Лемберг — 1994, Петах-Тиква). Сын — полковник Аарон Йоэли (1929—2007).
Автор нескольких книг о истории Петах-Тиквы, беллетризованного жизнеописания пионера освоения Израиля — мэра Петах-Тиквы Пинхаса Рашиша (1895—1977), краеведческих работ.

## Книги
- פתח-תקוה אם המושבות: תמונות ומראות, פתח-תקווה: עירית פתח-תקוה — 1955
- 1955 — כובשים ובונים: חמישים שנה לפועל העברי בפתח תקווה, פתח-תקווה: מועצת פועלי פתח תקווה, תשט"ו
- 1968 — פתח תקווה בשנת התשעים; עריכת צילום ועיצוב: צבי נרקיס, פתח תקווה: עירית פתח תקווה
- 1971 — פתח תקווה — שעתה הגדולה, פתח תקווה: עירית פתח תקווה
- 1981 — חלוץ יום-יום: פנחס רשיש — פרקי חיים ואירועי התקופה, תל אביב: מרכז השלטון המקומי, תשמ"א